# Viljem Železna roka
Viljem I. Hautevillski, znan kot Viljem Železna roka (francosko Guillaume Bras-de-fer,  italijansko Guglielmo Braccio di Ferro, sicilsko Gugghiermu Vrazzu di Ferru) je bil normanski avanturist in ustanovitelj dinastije Hauteville, * 1010, polotok Cotentin, Francija, † 1046, Apulija.

## Življenje
Bil je eden od dvanajstih sinov Tankreda Hautevillskega. V prvi polovici 11. stoletja (okoli 1135) sta on in njegov mlajši brat Drogo prišla v Mezzogiorno, kamor ju je na pomoč poklical Rainulf Drengot, normanski grof Aversa. 
V letih 1038 in 1040 se je skupaj z lokalnimi  Normani in langobardskimi plačanci v imenu bizantinskega cesarja vojskovala proti Kalbidom na Siciliji. Viljem je dobil vzdevek Železna roka, ko je med izpadom iz obleganih Sirakuz z enim zamahom ubil sirakuškega emirja. Ko je bizantinski general Jurij Maniak javno ponižal salernskega poveljnika Arduina, so se Langobardi, Normani in kontingent varjaške garde umaknili. Maniak je bil odpoklican v Konstantinopel, novi katepan Italije Mihael Dukejan pa je Arduina imenoval za vladarja Melfija. 
Arduin se je kmalu zatem pridružili apulskim Langobardom v uporu proti bizantinski oblasti, v katerem so jih podprli tudi Viljem in Normani. Bizantincem je uspelo podkupiti voditelje upora, najprej Atenulfa, brata Pandulfa III. Beneventskega, in nato še Argira, da sta prestopila na njihovo stran. Septembra 1042 so Normani izvolili svojega voditelja, pri čemer Arduina niso upoštevali. Upor, prvotno langobardski, je po značaju in vodstvu postal normanski.
Po Argirjevem prebegu so Normani izvolili Viljema za svojega grofa. On in drugi voditelji, med njimi Drogo in Peter, so zaprosili salernskega kneza  Guaimarja IV. za priznanje njihovih osvojitev.  V fevd so dobili  ozemlje okoli Melfija in razglasili Guaimarja za "vojvodo Apulije in Kalabrije". Leta 1043 je Guimar razdelil regijo, z izjemo Melfija, na dvanajst baronij in jih razdelil normanskim voditeljem: Askletin  je prejel Acerenzo, Tristan Montepeloso, Hugo Tubœuf Monopoli, Peter Trani in Drogo Venoso. Sam Viljem, ki je prevladoval med normanskimi voditelji, je prejel gospostvo Ascoli. 

## Vladanje
Med njegovo vladavino sta on  in Guaimar leta 1044 začela osvajati Kalabrijo in zgradila velik grad Stridula, verjetno blizu Squillace. Leta 1045 ga je pri Tarantu premagal Argir. Umrl je v začetku leta 1046. Nasledil ga je brat Drogo.
Viljemovih vladarskih  naslovov cesar Svetega rimskega cesarstva ni nikoli potrdil. Njegov naslednik Drogo se je pravno imenoval "grof Normanov v vsej Apuliji in Kalabriji" (comes Normannorum totius Apuliae e Calabriae), zato se običajno enako imenuje tudi Viljem.
Poročen je bil s hčerko  sorentskega vojvode in Guaimarjevo nečakinjo Gvido.